# والتر برينر
والتر برينر هو عالم حاسوب سويسري، ولد في 21 يونيو 1958.